# Brunnenstock (Chelenalp)
Brunnenstock är en bergstopp i Schweiz.   Den ligger i kantonen Uri, i den centrala delen av landet, 80 km öster om huvudstaden Bern. Toppen på Brunnenstock är 3 211 meter över havet, eller 117 meter över den omgivande terrängen. Bredden vid basen är 0,74 km.
Terrängen runt Brunnenstock är huvudsakligen mycket bergig. Runt Brunnenstock är det glesbefolkat, med 9 invånare per kvadratkilometer.. Närmaste större samhälle är Engelberg, 16,0 km norr om Brunnenstock. 
Trakten runt Brunnenstock består i huvudsak av gräsmarker.